# 10797 Guatemala
10797 Guatemala è un asteroide della fascia principale. Scoperto nel 1992, presenta un'orbita caratterizzata da un semiasse maggiore pari a 2,2714964 UA e da un'eccentricità di 0,1189086, inclinata di 2,70968° rispetto all'eclittica.